# رنا (مکلنبورگ-فورپومن)
شهر رنا (به آلمانی: Rehna) در ایالت مکلنبورگ-فورپومن در کشور آلمان واقع شده‌است.